# Han Sung-yeon
Han Sung-yeon (en hangul, 한성연; 12 de julio de 1997) es una actriz y modelo surcoreana.

## Carrera
Han Sung-yeon debutó en High School Love On de KBS. Se convirtió en un rostro conocido en 2015, con las series Veinte otra vez de tvN, My Beautiful Bride de OCN y Who Are You - School 2015 de KBS. En el mismo año, cuando aún asisitía a la escuela secundaria, fue seleccionada como modelo exclusiva para la marca de uniformes escolares Ivy Club, que se considera una puerta de acceso al estrellato. En cine, ha aparecido en las películas Come, Together y Marital Harmony. Además, ha trabajado en videos musicales y ha continuado también como modelo publicitaria.
Su primera agencia fue W&M Entertainment. El 20 de julio de 2019 firmó un contrato de representación exclusiva con BB Entertainment.
Tras pasar cinco años alejada de la televisión, en 2020 recibió críticas positivas por interpretar al personaje principal Do-eun en la serie web de tvN D It's Okay to Be a Little Sensitive 2020. Fue alabado asimismo su paso por la serie diaria de KBS1 Be My Dream Family, donde interpreta en el episodio 7 al personaje de Young-hye en su edad adolescente. Al año siguiente rodó su primera serie de época, en el reparto de El afecto del rey como la dama de la corte Yu-gong, en el séquito de la princesa heredera. Este papel es el que la actriz recordaba como el más importante de su carrera hasta la fecha.
Después de 2021 se produjo una nueva pausa. Han pasó por un período de depresión durante el que se preguntó si debía continuar con su carrera. Poco a poco retomó su actividad como modelo, y en 2023 hizo una pequeña aparición en Revenant, de SBS.

## Filmografía

### Cine
| Año  | Título          | Hangul     | Papel    | Notas         | Ref.          |
| ---- | --------------- | ---------- | -------- | ------------- | ------------- |
| 2016 | Come, Together  | 컴, 투게더 | Ah-yeong | Debut en cine | [ 11 ] [ 12 ] |
| 2018 | Marital Harmony | 궁합       | Song-hwa |               | [ 13 ]        |
| 2021 | Streaming       | 스트리밍   |          |               |               |

### Series de televisión
| Año  | Título                         | Papel                    | Canal | Notas                    | Ref.          |
| ---- | ------------------------------ | ------------------------ | ----- | ------------------------ | ------------- |
| 2014 | High School Love On            |                          | KBS   |                          |               |
| 2015 | My Beautiful Bride             | Cha Yoon-mi              | OCN   |                          | [ 14 ]        |
| 2015 | Who Are You: School 2015       | Sung-yeon                | KBS2  |                          | [ 15 ] [ 16 ] |
| 2015 | Veinte otra vez                | Hyun-jung                | tvN   |                          | [ 2 ] [ 17 ]  |
| 2015 | Cheo Yong                      | Kim Yeon-jin             | OCN   | Segunda temporada, ep. 4 | [ 18 ]        |
| 2020 | It's Okay to be Sensitive 2020 | Lee Do-eun               | tvN D | Serie web, protagonista  | [ 8 ] [ 19 ]  |
| 2021 | Be My Dream Family             | In Young-hye adolescente | KBS1  | Ep. 7                    | [ 9 ] [ 20 ]  |
| 2021 | El afecto del rey              | Yu-gong                  | KBS2  |                          | [ 8 ] [ 21 ]  |
| 2023 | Revenant                       | Mujer del baño del café  | SBS   |                          |               |